# Samir Nasri
Samir Nasri (Marsiglia, 26 giugno 1987) è un ex calciatore francese, di ruolo centrocampista.

## Caratteristiche tecniche
Nasri poteva giocare sia da ala, sia da trequartista, pur preferendo quest'ultimo ruolo. Nei primi anni di carriera fu impiegato come interno di centrocampo e come esterno. Era dotato di una buona tecnica, che gli consentiva di battere punizioni e corner; abile come crossatore, sfoggiava un buon dribbling e aveva una discreta visione di gioco.
È stato paragonato a Zinédine Zidane.

## Carriera

### Club

#### Olympique Marsiglia
Cresciuto nell'Olympique Marsiglia dall'età di 9 anni, esordisce in prima squadra nella stagione 2004-2005 a 17 anni, giocando da esterno di centrocampo, ruolo che ricoprirà fino alla parte finale della stagione 2005-2006. Una volta riconosciute le sue spiccate doti di regia, l'allenatore Albert Emon decise di modificare l'assetto tattico della sua linea mediana, posizionandolo di fatto come centrale nel 4-4-2 della squadra marsigliese, con la quale ha ottenuto un secondo posto nella stagione 2006-2007 e un terzo posto nella stagione successiva guadagnandosi il diritto di partecipare alla Champions League. Durante la sua permanenza in Ligue 1 diventa giocatore del mese UNFP e calciatore giovane dell'anno della Ligue 1 nella stagione 2006-2007.

#### Arsenal

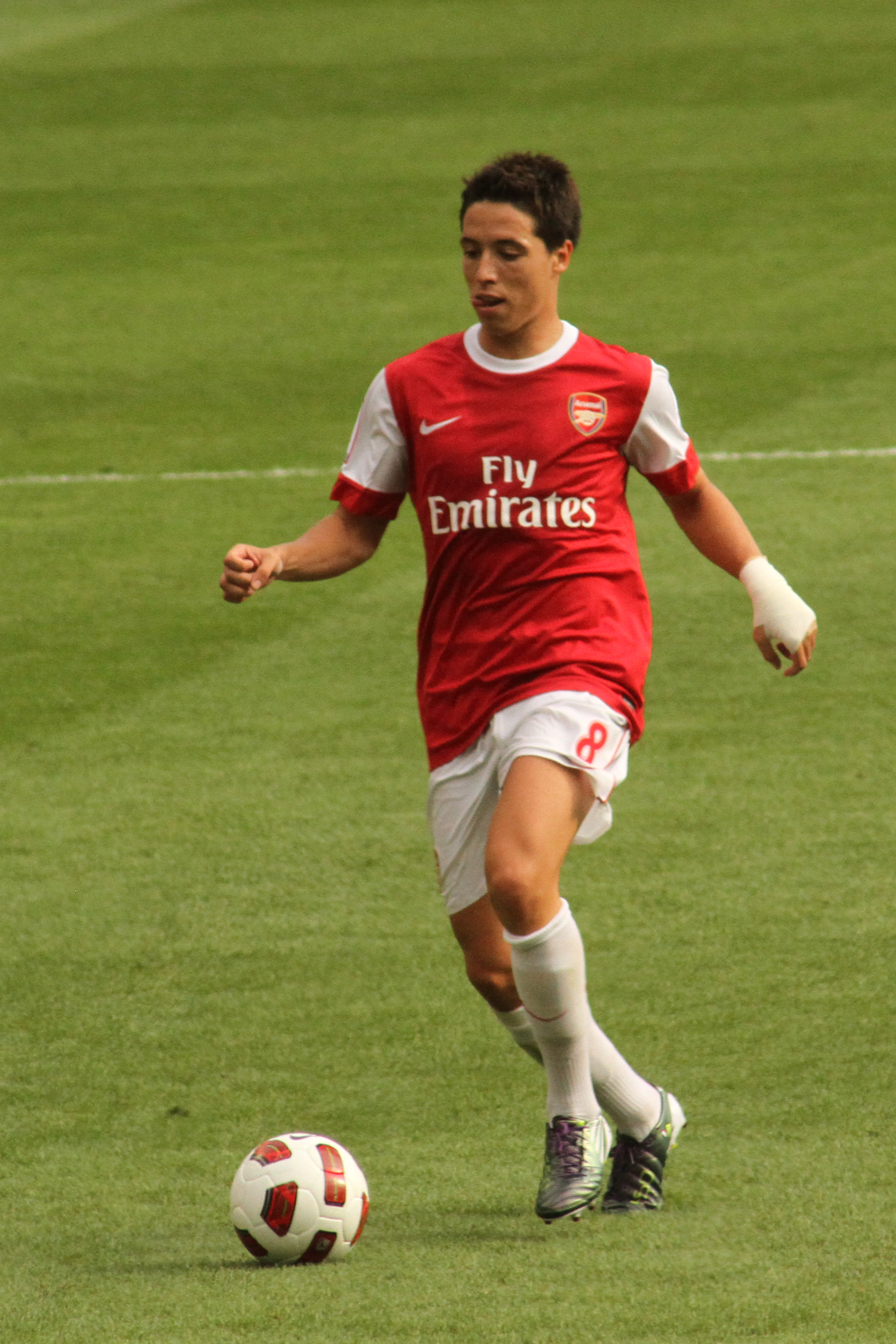
Nasri in azione, con la maglia dell'Arsenal nel 2010

L'11 luglio 2008 Nasri diventa ufficialmente un giocatore dell'Arsenal per circa 14 milioni di sterline. Nasri segna il suo primo gol con la maglia dell'Arsenal all'esordio con i Gunners, nella vittoria per 1-0 contro il West Bromwich.
Segna il suo primo gol con la maglia dei Gunners in Champions League contro il Twente. Termina la sua prima stagione all'Arsenal con 44 partite giocate, 7 gol e 5 assist.
All'inizio della seconda stagione (2009-2010) subisce una frattura a una gamba. L'infortunio lo costringe a saltare la prima parte della stagione. L'Arsenal termina la stagione al 3º posto e Nasri fa registrare 34 partite giocate, 5 gol e 5 assist.
Il 13 dicembre 2011 viene nominato calciatore francese dell'anno battendo Florent Malouda e Hugo Lloris. Al termine della stagione viene inserito nella squadra dell'anno della PFA.
Rimane all'Arsenal fino all'inizio della stagione successiva, dove gioca una sola partita di campionato.

#### Manchester City

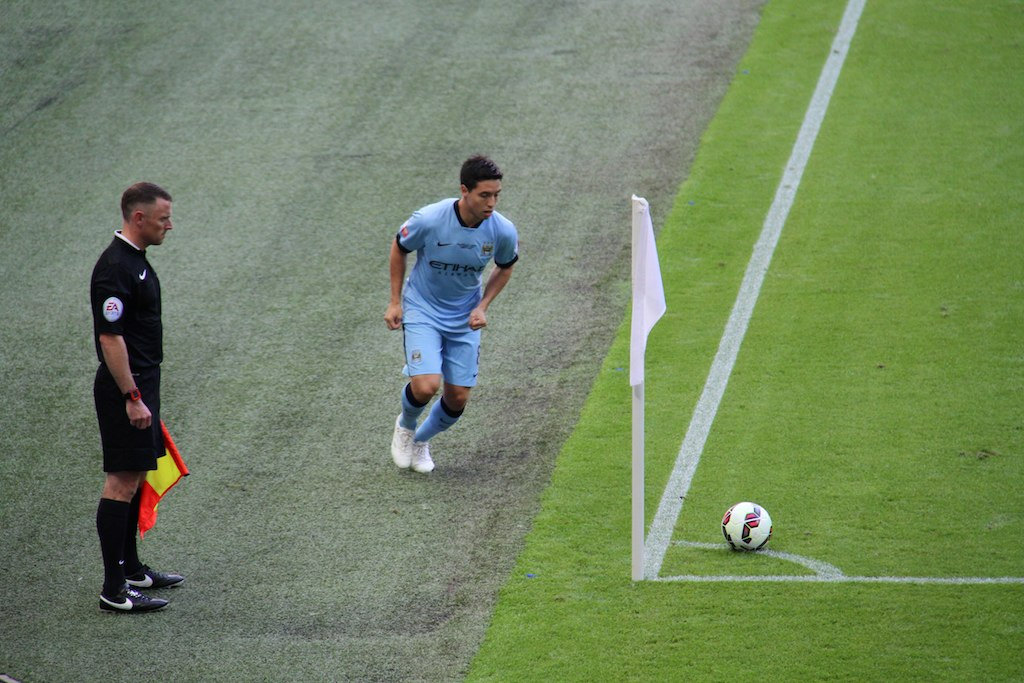
Samir Nasri alla battuta di un calcio d'angolo, con la maglia del Manchester City durante il FA Community Shield 2014

Il 24 agosto 2011 passa a titolo definitivo al Manchester City, per 25 milioni di sterline. Esordisce il 28 agosto 2011 alla terza giornata di campionato contro il Tottenham al White Hart Lane fornendo due assist a Edin Džeko e uno a Sergio Agüero nel 5-1 per i Citizens. Il 1º ottobre 2011 segna il suo primo gol con il Manchester City nella vittoria per 4-0 sul Blackburn. A fine anno, dopo 5 reti in 30 gare, si laurea campione d'Inghilterra.
Apre la stagione seguente vincendo il Community Shield al Villa Park di Birmingham, grazie alla vittoria per 3-2 sul Chelsea.

#### Siviglia
Il 31 agosto 2016 passa in prestito al Siviglia con opzione di riscatto di 19 milioni di euro, sceglie di indossare la maglia numero 10. Segna la sua prima rete in maglia andalusa il 24 settembre seguente, nella sconfitta rimediata 3-1 contro l'Athletic Bilbao. Il 30 aprile 2017 la società andalusa annuncia che non riscatterà il calciatore.

#### Antalyaspor e West Ham
Il 21 agosto 2017 firma un contratto biennale con i turchi dell'Antalyaspor. Il 31 gennaio 2018 dopo solamente cinque mesi, rescinde il suo contratto con la società turca.
Il 22 febbraio 2018 viene squalificato per sei mesi dalla UEFA per essere risultato positivo a un test antidoping risalente al dicembre del 2016.
Il 1º gennaio 2019 viene ingaggiato dagli inglesi del West Ham Utd, con cui firma un contratto di sei mesi, con opzione per un'altra stagione.

#### Anderlecht
Rimasto svincolato, il 5 luglio 2019 si accorda con l'Anderlecht, dove gioca per una stagione.
Il 26 settembre 2021 annuncia il suo ritiro dal calcio giocato, e la sua partecipazione come commentatore su Canal+ Sport, emittente televisiva francese.

### Nazionale

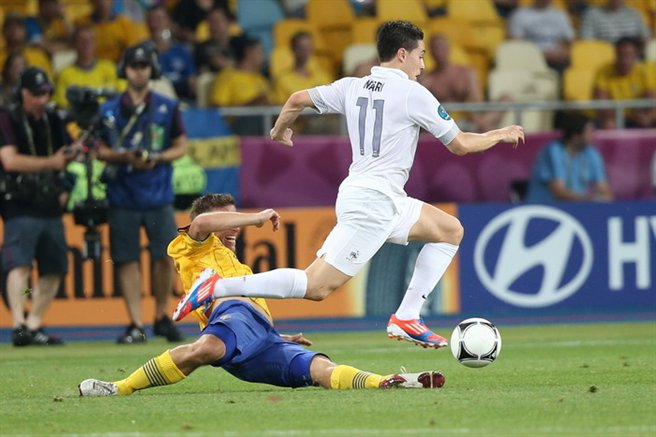
Nasri in azione, con la maglia della nazionale francese a Euro 2012

Ha esordito in Nazionale il 28 marzo 2007 contro l'Austria in una gara amichevole: il match è terminato 1-0 con rete di Karim Benzema e assist dello stesso Nasri. Segna il suo primo gol in Nazionale il 6 giugno dello stesso anno in Francia-Georgia, valida per le qualificazioni a Euro 2008.
Partecipa al campionato europeo del 2008, giocando prima contro la Romania e poi contro l'Italia, partita durante la quale subisce un infortunio che gli costerà il resto del campionato. Non verrà invece convocato per i mondiali del 2010 in Sudafrica. Torna al gol in Nazionale l'11 ottobre 2011 contro la Bosnia ed Erzegovina, partita valida per le qualificazioni all'europeo 2012, sancendo l'1-1 finale.
Viene convocato per Euro 2012, dove segna nella partita d'esordio della Francia, mettendo a segno il definitivo 1-1 l'11 giugno a Donetsk contro l'Inghilterra. Viene escluso dai convocati per i mondiali 2014 in Brasile. Il 10 agosto 2014 annuncia il ritiro dalla nazionale.

## Statistiche

### Presenze e reti nei club
Statistiche aggiornate al 23 agosto 2020.
| Stagione               | Squadra                | Campionato             | Campionato | Campionato | Coppe nazionali | Coppe nazionali | Coppe nazionali | Coppe continentali | Coppe continentali | Coppe continentali | Altre coppe | Altre coppe | Altre coppe | Totale | Totale |
| Stagione               | Squadra                | Comp                   | Pres       | Reti       | Comp            | Pres            | Reti            | Comp               | Pres               | Reti               | Comp        | Pres        | Reti        | Pres   | Reti   |
| ---------------------- | ---------------------- | ---------------------- | ---------- | ---------- | --------------- | --------------- | --------------- | ------------------ | ------------------ | ------------------ | ----------- | ----------- | ----------- | ------ | ------ |
| 2004-2005              | Olympique Marsiglia    | L1                     | 24         | 1          | CF+CdL          | 1+0             | 0               | -                  | -                  | -                  | -           | -           | -           | 25     | 1      |
| 2005-2006              | Olympique Marsiglia    | L1                     | 30         | 1          | CF+CdL          | 5+0             | 0               | Int+CU             | 4+10               | 1+0                | -           | -           | -           | 49     | 2      |
| 2006-2007              | Olympique Marsiglia    | L1                     | 37         | 3          | CF+CdL          | 6+1             | 0               | Int+CU             | 2+4                | 0                  | -           | -           | -           | 50     | 3      |
| 2007-2008              | Olympique Marsiglia    | L1                     | 30         | 6          | CF+CdL          | 2+2             | 0               | UCL+CU             | 4+4                | 0                  | -           | -           | -           | 42     | 6      |
| Totale O. Marsiglia    | Totale O. Marsiglia    | Totale O. Marsiglia    | 121        | 11         |                 | 17              | 0               |                    | 28                 | 1                  | -           | -           | -           | 166    | 12     |
| 2008-2009              | Arsenal                | PL                     | 29         | 6          | FACup+CdL       | 5+0             | 0               | UCL                | 10                 | 1                  | -           | -           | -           | 44     | 7      |
| 2009-2010              | Arsenal                | PL                     | 26         | 2          | FACup+CdL       | 2+1             | 0               | UCL                | 6                  | 3                  | -           | -           | -           | 35     | 5      |
| 2010-2011              | Arsenal                | PL                     | 30         | 10         | FACup+CdL       | 4+4             | 1+2             | UCL                | 8                  | 2                  | -           | -           | -           | 46     | 15     |
| ago. 2011              | Arsenal                | PL                     | 1          | 0          | FACup+CdL       | 0+0             | 0               | UCL                | 0                  | 0                  | -           | -           | -           | 1      | 0      |
| Totale Arsenal         | Totale Arsenal         | Totale Arsenal         | 86         | 18         |                 | 16              | 3               |                    | 24                 | 6                  |             | -           | -           | 126    | 27     |
| 2011-2012              | Manchester City        | PL                     | 30         | 5          | FACup+CdL       | 1+4             | 0+1             | UCL+UEL            | 6+4                | 0                  | CS          | 0           | 0           | 45     | 6      |
| 2012-2013              | Manchester City        | PL                     | 28         | 2          | FACup+CdL       | 3+0             | 1+0             | UCL                | 6                  | 1                  | CS          | 1           | 1           | 38     | 5      |
| 2013-2014              | Manchester City        | PL                     | 34         | 7          | FACup+CdL       | 2+3             | 2+1             | UCL                | 7                  | 1                  | -           | -           | -           | 46     | 11     |
| 2014-2015              | Manchester City        | PL                     | 24         | 2          | FACup+CdL       | 1+1             | 0               | UCL                | 6                  | 1                  | CS          | 1           | 0           | 33     | 3      |
| 2015-2016              | Manchester City        | PL                     | 12         | 2          | FACup+CdL       | 0+0             | 0               | UCL                | 1                  | 0                  | -           | -           | -           | 13     | 2      |
| ago. 2016              | Manchester City        | PL                     | 1          | 0          | FACup+CdL       | 0+0             | 0               | UCL                | 0                  | 0                  | -           | -           | -           | 1      | 0      |
| Totale Manchester City | Totale Manchester City | Totale Manchester City | 129        | 18         |                 | 15              | 5               |                    | 30                 | 3                  |             | 2           | 1           | 176    | 27     |
| set. 2016-2017         | Siviglia               | PD                     | 23         | 2          | CR              | 2               | 0               | UCL                | 5                  | 1                  | SU+SS       | 0+0         | 0           | 30     | 3      |
| 2017-gen. 2018         | Antalyaspor            | SL                     | 8          | 2          | TK              | 0               | 0               | -                  | -                  | -                  | -           | -           | -           | 8      | 2      |
| gen.-giu. 2019         | West Ham Utd           | PL                     | 5          | 0          | FACup+CdL       | 1+0             | 0               | -                  | -                  | -                  | -           | -           | -           | 6      | 0      |
| 2019-2020              | Anderlecht             | D1                     | 7          | 1          | CB              | 1               | 1               | -                  | -                  | -                  | -           | -           | -           | 8      | 2      |
| Totale carriera        | Totale carriera        | Totale carriera        | 379        | 52         |                 | 52              | 9               |                    | 87                 | 11                 |             | 2           | 1           | 520    | 73     |

### Cronologia presenze e reti in nazionale
| Cronologia completa delle presenze e delle reti in nazionale ― Francia | Cronologia completa delle presenze e delle reti in nazionale ― Francia | Cronologia completa delle presenze e delle reti in nazionale ― Francia | Cronologia completa delle presenze e delle reti in nazionale ― Francia | Cronologia completa delle presenze e delle reti in nazionale ― Francia | Cronologia completa delle presenze e delle reti in nazionale ― Francia | Cronologia completa delle presenze e delle reti in nazionale ― Francia | Cronologia completa delle presenze e delle reti in nazionale ― Francia |
| Data                                                                   | Città                                                                  | In casa                                                                | Risultato                                                              | Ospiti                                                                 | Competizione                                                           | Reti                                                                   | Note                                                                   |
| ---------------------------------------------------------------------- | ---------------------------------------------------------------------- | ---------------------------------------------------------------------- | ---------------------------------------------------------------------- | ---------------------------------------------------------------------- | ---------------------------------------------------------------------- | ---------------------------------------------------------------------- | ---------------------------------------------------------------------- |
| 28-3-2007                                                              | Saint-Denis                                                            | Francia                                                                | 1 – 0                                                                  | Austria                                                                | Amichevole                                                             | -                                                                      | 70’                                                                    |
| 2-6-2007                                                               | Saint-Denis                                                            | Francia                                                                | 2 – 0                                                                  | Ucraina                                                                | Qual. Euro 2008                                                        | -                                                                      | 81’                                                                    |
| 6-6-2007                                                               | Auxerre                                                                | Francia                                                                | 1 – 0                                                                  | Georgia                                                                | Qual. Euro 2008                                                        | 1                                                                      |                                                                        |
| 22-8-2007                                                              | Trnava                                                                 | Slovacchia                                                             | 0 – 1                                                                  | Francia                                                                | Amichevole                                                             | -                                                                      | 72’                                                                    |
| 12-9-2007                                                              | Parigi                                                                 | Francia                                                                | 0 – 1                                                                  | Scozia                                                                 | Qual. Euro 2008                                                        | -                                                                      | 69’ 74’                                                                |
| 16-11-2007                                                             | Saint-Denis                                                            | Francia                                                                | 2 – 2                                                                  | Marocco                                                                | Amichevole                                                             | 1                                                                      |                                                                        |
| 21-11-2007                                                             | Kiev                                                                   | Ucraina                                                                | 2 – 2                                                                  | Francia                                                                | Qual. Euro 2008                                                        | -                                                                      | 46’                                                                    |
| 27-5-2008                                                              | Grenoble                                                               | Francia                                                                | 2 – 0                                                                  | Ecuador                                                                | Amichevole                                                             | -                                                                      |                                                                        |
| 31-5-2008                                                              | Tolosa                                                                 | Francia                                                                | 0 – 0                                                                  | Paraguay                                                               | Amichevole                                                             | -                                                                      | 71’                                                                    |
| 3-6-2008                                                               | Saint-Denis                                                            | Francia                                                                | 1 – 0                                                                  | Colombia                                                               | Amichevole                                                             | -                                                                      | 75’                                                                    |
| 9-6-2008                                                               | Zurigo                                                                 | Romania                                                                | 0 – 0                                                                  | Francia                                                                | Euro 2008 - 1º turno                                                   | -                                                                      | 78’                                                                    |
| 17-6-2008                                                              | Zurigo                                                                 | Francia                                                                | 0 – 2                                                                  | Italia                                                                 | Euro 2008 - 1º turno                                                   | -                                                                      | 10’ 26’                                                                |
| 6-9-2008                                                               | Vienna                                                                 | Austria                                                                | 3 – 1                                                                  | Francia                                                                | Qual. Mondiali 2010                                                    | -                                                                      | 79’                                                                    |
| 19-11-2008                                                             | Saint-Denis                                                            | Francia                                                                | 0 – 0                                                                  | Uruguay                                                                | Amichevole                                                             | -                                                                      | 72’                                                                    |
| 28-3-2009                                                              | Kaunas                                                                 | Lituania                                                               | 0 – 1                                                                  | Francia                                                                | Qual. Mondiali 2010                                                    | -                                                                      | 78’                                                                    |
| 11-8-2010                                                              | Oslo                                                                   | Norvegia                                                               | 2 – 1                                                                  | Francia                                                                | Amichevole                                                             | -                                                                      | 79’                                                                    |
| 9-10-2010                                                              | Saint-Denis                                                            | Francia                                                                | 2 – 0                                                                  | Romania                                                                | Qual. Euro 2012                                                        | -                                                                      | 74’                                                                    |
| 12-10-2010                                                             | Metz                                                                   | Francia                                                                | 2 – 0                                                                  | Lussemburgo                                                            | Qual. Euro 2012                                                        | -                                                                      | 63’                                                                    |
| 17-11-2010                                                             | Londra                                                                 | Inghilterra                                                            | 1 – 2                                                                  | Francia                                                                | Amichevole                                                             | -                                                                      |                                                                        |
| 25-3-2011                                                              | Lussemburgo                                                            | Lussemburgo                                                            | 0 – 2                                                                  | Francia                                                                | Qual. Euro 2012                                                        | -                                                                      |                                                                        |
| 29-3-2011                                                              | Saint-Denis                                                            | Francia                                                                | 0 – 0                                                                  | Croazia                                                                | Amichevole                                                             | -                                                                      | 88’                                                                    |
| 3-6-2011                                                               | Minsk                                                                  | Bielorussia                                                            | 1 – 1                                                                  | Francia                                                                | Qual. Euro 2012                                                        | -                                                                      |                                                                        |
| 10-8-2011                                                              | Montpellier                                                            | Francia                                                                | 1 – 1                                                                  | Cile                                                                   | Amichevole                                                             | -                                                                      | 66’                                                                    |
| 2-9-2011                                                               | Tirana                                                                 | Albania                                                                | 1 – 2                                                                  | Francia                                                                | Qual. Euro 2012                                                        | -                                                                      |                                                                        |
| 6-9-2011                                                               | Bucarest                                                               | Romania                                                                | 0 – 0                                                                  | Francia                                                                | Qual. Euro 2012                                                        | -                                                                      | 75’                                                                    |
| 7-10-2011                                                              | Saint-Denis                                                            | Francia                                                                | 3 – 0                                                                  | Albania                                                                | Qual. Euro 2012                                                        | -                                                                      |                                                                        |
| 11-10-2011                                                             | Saint-Denis                                                            | Francia                                                                | 1 – 1                                                                  | Bosnia ed Erzegovina                                                   | Qual. Euro 2012                                                        | 1                                                                      |                                                                        |
| 29-2-2012                                                              | Brema                                                                  | Germania                                                               | 1 – 2                                                                  | Francia                                                                | Amichevole                                                             | -                                                                      |                                                                        |
| 27-5-2012                                                              | Valenciennes                                                           | Francia                                                                | 3 – 2                                                                  | Islanda                                                                | Amichevole                                                             | -                                                                      | 60’                                                                    |
| 31-5-2012                                                              | Reims                                                                  | Francia                                                                | 2 – 0                                                                  | Serbia                                                                 | Amichevole                                                             | -                                                                      |                                                                        |
| 5-6-2012                                                               | Le Mans                                                                | Francia                                                                | 4 – 0                                                                  | Estonia                                                                | Amichevole                                                             | -                                                                      | 73’                                                                    |
| 11-6-2012                                                              | Donec'k                                                                | Francia                                                                | 1 – 1                                                                  | Inghilterra                                                            | Euro 2012 - 1º turno                                                   | 1                                                                      |                                                                        |
| 15-6-2012                                                              | Donec'k                                                                | Ucraina                                                                | 0 – 2                                                                  | Francia                                                                | Euro 2012 - 1º turno                                                   | -                                                                      |                                                                        |
| 19-6-2012                                                              | Kiev                                                                   | Svezia                                                                 | 2 – 0                                                                  | Francia                                                                | Euro 2012 - 1º turno                                                   | -                                                                      | 77’                                                                    |
| 23-6-2012                                                              | Donec'k                                                                | Spagna                                                                 | 2 – 0                                                                  | Francia                                                                | Euro 2012 - Quarti di finale                                           | -                                                                      | 65’                                                                    |
| 14-8-2013                                                              | Bruxelles                                                              | Belgio                                                                 | 0 – 0                                                                  | Francia                                                                | Amichevole                                                             | -                                                                      | 63’                                                                    |
| 6-9-2013                                                               | Tbilisi                                                                | Georgia                                                                | 0 – 0                                                                  | Francia                                                                | Qual. Mondiali 2014                                                    | -                                                                      | 78’                                                                    |
| 10-9-2013                                                              | Homel'                                                                 | Bielorussia                                                            | 2 – 4                                                                  | Francia                                                                | Qual. Mondiali 2014                                                    | 1                                                                      | 61’                                                                    |
| 11-10-2013                                                             | Parigi                                                                 | Francia                                                                | 6 – 0                                                                  | Australia                                                              | Amichevole                                                             | -                                                                      |                                                                        |
| 15-11-2013                                                             | Kiev                                                                   | Ucraina                                                                | 2 – 0                                                                  | Francia                                                                | Qual. Mondiali 2014                                                    | -                                                                      | 80’                                                                    |
| Totale                                                                 |                                                                        | Presenze                                                               | 41                                                                     |                                                                        | Reti                                                                   | 5                                                                      |                                                                        |

## Palmarès

### Club

#### Competizioni nazionali
- Campionato inglese: 2

Manchester City: 2011-2012, 2013-2014
- Community Shield: 1

Manchester City: 2012
- Coppa di Lega inglese: 2

Manchester City: 2013-2014, 2015-2016

#### Competizioni Internazionali
- Coppa Intertoto UEFA: 1

Olympique Marsiglia: 2005

### Nazionale
- Campionato d'Europa Under-17: 1

2004

### Individuale
- Trophées UNFP du football: 2

Miglior giovane della Ligue 1: 2007
Squadra ideale della Ligue 1: 2007
- Calciatore francese dell'anno: 1

2010
- FA Premier League Player of the Month: 1

2010-2011 - Dicembre